# Bezza Brook
Der Bezza Brook ist ein Wasserlauf in Lancashire, England. Er entsteht am östlichen Rand von Balderstone und fließt zunächst unter dem Namen Wilcock Brook in westlicher Richtung. Er mündet nördlich von Samlesbury von rechts in den River Ribble.